# Saint-Sornin-Leulac
Saint-Sornin-Leulac ist eine französische Gemeinde in der Region Nouvelle-Aquitaine, im Département Haute-Vienne, im Arrondissement Bellac und im Kanton Châteauponsac. Sie grenzt im Westen und im Nordwesten an Dompierre-les-Églises, im Nordosten an Saint-Hilaire-la-Treille, im Osten an Saint-Amand-Magnazeix und im Süden an Châteauponsac. 
Die Bewohner nennen sich Saint-Sorlaciens. Neben der Hauptsiedlung gehören Dörfer wie Monteil, Chantegrelle, Bussière, Croizet, Puy-Chaumet und Villemacheix zur Gemeindegemarkung.
Die vormalige Route nationale 142 und heutige D901 führt über Saint-Sornin-Leulac.

## Bevölkerungsentwicklung
| Jahr      | 1962 | 1968 | 1975 | 1982 | 1990 | 1999 | 2008 | 2013 |
| --------- | ---- | ---- | ---- | ---- | ---- | ---- | ---- | ---- |
| Einwohner | 840  | 798  | 672  | 675  | 600  | 623  | 647  | 651  |

## Sehenswürdigkeiten
- Kirche Saint-Saturnin
- Kirche Saint-Priest